# N,N,N′,N′-Tetramethyl-2,2′-oxybis(ethylamin)
N,N,N′,N′-Tetramethyl-2,2′-oxybis(ethylamin) ist eine chemische Verbindung aus der Gruppe der Ethylaminderivate.

## Gewinnung und Darstellung
N,N,N′,N′-Tetramethyl-2,2′-oxybis(ethylamin) wurde erstmals 1951 von A. Marxer und K. Miescher aus Bis(2-chlorethyl)ether durch nukleophile Substitution mit Dimethylamin synthetisiert.
Die Verbindung kann auch unter Katalyse mit einem Metall-dotierten Aluminiumoxid-Katalysator aus Diethylenglycol und Dimethylamin gewonnen werden. Dabei entsteht auch eine Reihe Nebenprodukte. Es wird davon ausgegangen, dass die Aminierung durch eine initiale Oxidation des Glycols zu einem Aldehyd möglich wird. Das entstehende Enamin wird dann wieder reduziert.

## Eigenschaften
N,N,N′,N′-Tetramethyl-2,2′-oxybis(ethylamin) ist eine brennbare, schwer entzündbare, gelbliche Flüssigkeit mit aminartigem Geruch, die mischbar mit Wasser ist.

## Verwendung
N,N,N′,N′-Tetramethyl-2,2′-oxybis(ethylamin) wird als Katalysator bei der Herstellung von Polyurethanschäumen verwendet.